# Pico do Itapeva
O pico do Itapeva é uma elevação rochosa brasileira com 2 025 metros de altitude. O cume está situado no município de Pindamonhangaba, no estado de São Paulo, a apenas 35 metros da divisa com Campos do Jordão. O pico é acessível a partir desta última cidade por estrada pavimentada, sendo um dos pontos mais altos acessíveis por automóvel no Brasil. Do alto, é possível se ver uma ampla extensão do Vale do Paraíba paulista, avistando-se sete cidades.

## Etimologia
"Itapeva" é uma palavra originada da língua tupi. Significa "pedra achatada", através da junção dos termos itá (pedra) e pec (achatado).

## Comércio desativado
Durante décadas houve no local uma feira de roupas e artesanatos, contudo, em razão de ação judicial que durou treze anos, proposta pela comarca de Pindamonhangaba ao Ministério Público estadual, a feira foi retirada definitivamente em agosto de 2014. Segundo a determinação da justiça, o comércio no local deveria ser retirado por estar em uma área de preservação ambiental.